# Liskoveț, Boureni
Liskoveț (în ucraineană Лісковець) este localitatea de reședință a comunei Liskoveț din raionul Boureni, regiunea Transcarpatia, Ucraina.

## Demografie
Componența lingvistică a localității Liskoveț
     Ucraineană (99,82%)
Conform recensământului din 2001, majoritatea populației localității Liskoveț era vorbitoare de ucraineană (99,82%), existând în minoritate și vorbitori de alte limbi.